# Střížkov (métro de Prague)
Pour les articles homonymes, voir Střížkov.
Střížkov est une station de métro à Prague, en Tchéquie. Située sur la ligne C du métro de Prague entre Prosek et Ládví, elle est ouverte depuis le 8 mai 2008.